# 陳正中 (棒球)
陳正中（改名陳勝騏；1962年4月6日—），中華職棒退役球員，陳肇福的弟弟，1990年4月5日在台北球場對戰兄弟象隊，面對投手黃廣琪擊出職棒史上第一支滿壘全壘打。1995年與林振賢等人因為發起連署球員名單，要求球團正視派系（即黑虎問題），結果慘遭教練團修理。由於聯盟與球團刻意的隱瞞、忽視，直接導致隔年全面爆發的黑鷹事件。

## 經歷
- 高雄市鼓山國小少棒隊（立德）
- 美和中學青少棒隊
- 美和中學青棒隊
- 文化大學棒球隊（味全）
- 三商行棒球隊
- 中華職棒三商虎隊（1990～1995）
- 聲寶巨人棒球隊（1996）
- 台灣大聯盟媚登峰金剛隊教練（1997～2000）